# Heggen og Frøland tingrett
Heggen og Frøland tingrett was een tingrett (kantongerecht) in de Noorse fylke Østfold. Het gerecht was gevestigd in Mysen. Op 26 april 2021 fuseerde Heggen og Frøland tingrett met Follo tingrett tot de Follo og Nordre Østfold tingrett.
Het gerechtsgebied omvat de gemeenten Indre Østfold, Marker en Skiptvet. Het gerecht maakt deel uit van het ressort van Borgarting lagmannsrett. In zaken waarbij beroep is ingesteld tegen een uitspraak van Heggen og Frøland zal de zitting van het lagmannsrett meestal worden gehouden in Sarpsborg.